# Esther Ballou
Esther Williamson Ballou (Elmira, Nueva York; 17 de julio de 1915-Chichester, Inglaterra; 12 de marzo de 1973) fue una compositora, pianista, organista y educadora americana.

## Formación
Estudia piano y órgano desde los 13 años. Se gradúa en Bennington College en 1937, Mills College en 1938 y en la Juilliard en 1943. 
En Bennington recibe clases de composición con Otto Luening, y en Juilliard con Bernard Wagenaar. También da clases por su cuenta con Wallingford Riegger. 
En 1964 recibe el doctorado de honor de Humanidades en Hood College, Maryland.

## Relación con la danza
Durante su estancia en California compone ballets para Louise Kloepper y José Limón. Hace una gira nacional como pianista de varias compañías de danza. Tiene que dejar la vida de intérprete debido a la artritis.
Entre un amplio rango de sus composiciones se encuentra los Acompañamientos para técnica moderna de danza (1933-1937), que son usados por varios pioneros en el movimiento  moderno de danza como Martha Hill, Doris Humphrey y Bessie Schoenberg.
"Las clases de técnicas de Humphrey eran todos los días por la mañana durante dos horas. A primera hora de la tarde Esther da una clase de dos horas en composición, y los ensayos juntos eran a última hora de la tarde"
Otto Luening también proporciona una cuenta de las actividades de la danza de Bennington en su Odisea de un compositor americano: La autobiografía de Otto Luening

## Como educadora
Da clases en Juilliard desde 1943 hasta 1950, en la Universidad Católica de América entre 1951 y 1954 y a partir de 1955 hasta 1971 en American University, Washington D. C..
En una nota para Lloyd Ultan, compositor y educador, Ballou menciona que las ideas innovadoras y las teorías sobre la enseñanza que utilizó en la Universidad Americana durante la década de 1960 fueron las que, en sus palabras, "ya había practicado durante algunos años en Juilliard, incluso antes (William) Schuman presentó los nuevos programas allí, y esta fue la razón por la que fui la única persona que mantuvo en la facultad de teoría cuando se convirtió en el presidente de la escuela"
Durante su carrera como educadora experimenta con diferentes métodos teóricos que enseña en la universidad.
Hace una recopilación  de estos métodos en el texto “Creative Explorations of Musical Elements":
«El estudiante de música debe aprender desde el principio a concebir una idea musical, a anotarla, aunque sea bruscamente, y luego a interpretarla o dirigir su interpretación. Estos son los requisitos básicos que conducen a una verdadera comprensión de la música. Este texto procide el marco para el desarrollo de esos requisitos, comenzando desde el nivel más elemental. Un estudiante de música no titulado puede convertirse en músico, siempre que se dedique diligentemente a los materiales contenidos en este documento, y que pueda disfrutar haciéndolo » (p.iii).
"Los experimentos escritos originales para hacer música se resumen en el primer capítulo de este texto. No hay reglas dadas Debes decidir por ti mismo cuál es la respuesta correcta para ti. La discusión en clase es de gran beneficio para todos los participantes. Los maestros deben aprender a admitir que su imagen formal es algo del pasado. El pensamiento alerta y creativo por parte del docente y los alumnos es esencial. Dejar ir todos los prejuicios y abrir los ojos al material en cuestión será una experiencia estimulante"(pp. Iii-iv.)

## Como compositora
Su música, acorde con su propia descripción “tiende hacia el clasicismo en el sentido de que enfatiza la claridad del diseño y la franqueza de la expresión. Soy muy consciente de la lucidez y la unidad de la textura y trato de lograr el equilibrio y la dirección. El ritmo y todas sus connotaciones son de especial interés para mí y Wallingford Riegger y Elliot Carter me parecen los más representativos de lo que más me gusta de la música contemporánea.. "

Respecto a las fuentes de inspiración para la creación en una entrevista:
"A veces lees un poema que te inspira. A veces, tienes una experiencia que de alguna manera te gustaría traducir en sonido. Cada compositor es muy diferente. Sin embargo todos podemos obtener una muy buena idea y no usarla durante años y años. Y luego, de repente, decides trabajar sobre esa idea, lo resuelves ... creo que la inspiración te puede dar una idea muy pequeña, pero el arte de resolverlo es cualquier cosa menos inspirador. Es simplemente un trabajo duro"
En 1963 se convierte en la primera mujer americana compositora en estrenar una obra, el capricho para violín y piano, en la Casablanca.
La obra es una pieza difícil, bastante seria, y no es realmente un capricho en el sentido habitual. Un crítico señaló sobre el estreno: "es una pieza intensa que está llena de fuertes ideas musicales ... Es una joya de la pluma de la Sra. Ballou y sin duda es una valiosa adición al repertorio para violín"
Sus manuscritos, que incluyen el texto pedagógico, están en sección Special Collections de la biblioteca de la Universidad Americana, en Washington D. C..

### Orquesta
- Suite, orch 1939

- Blues 1944

- Pf conc no.1 1945

- Prelude y allegro, pf, our, 1951

- Concertino ob ob 1953

- Adagio bn ob 1960

- In memories, ob, sb, 1960

- Gui conc. 1964

- Pf conc. no.2 1964

### Coro
- Bag of tricks (i, oriel), ssaa, 1956

- The beatitudes, sat, org, 1957

- A babe is born (15th century), stab, 1959

- May the words of my mouth (Ps xix), sate, 1965

- I will lift up mine eyes (ps cxix), s, sate, org, 1965

- O the sun comes up-up-up in the opening sky(eve, Cummings), SSA, 1966

- Hear use, SATB, brass, perf, 1967

### Otro vocal
- 4 canciones ( A.E. Housman), S, vc, pf, 1937

- What if a much of a wind (Cummings), S, Bar, B, wind qnt, 1959

- Street Scenes (H. Champers), S, pf, 1960

- S-4-3 (Cummings), Mez, va, hp, 1966

### Cámara
- Impertinence, cl, pf, 1936;

- In blues tempo, cl, pf, 1937

- Nocturne, str qt, 1937

- Pf, trio, 1955, rev.1957

- Divertimento, str qt, 1958

- Sonata, vn, pf, 1959

- A passing word, fl, vc, pf, ob, 1960

- Capriccio ,vn,pf,1963

- Prism, str trio, 1969

- Romanza, vn, pf, 1969

### Teclado
- Dance suite, pf, 1937

- Sonatina, pf, 1941

- Sonata, 2pf, 1943

- Beguine, pf, 8 hands, 1950, are. 2 pf, 1957, are.orc, 1960

- Music por the theatre, 2 pf, 1952

- Pf sonata, 1955

- Sonata no.2, 2 pf, 1958

- Rondino,hpd, 1961

- Sonatina (no.2), pf, 1964

- Impromptu, org,1968